# Cristianismo primitivo (papado)

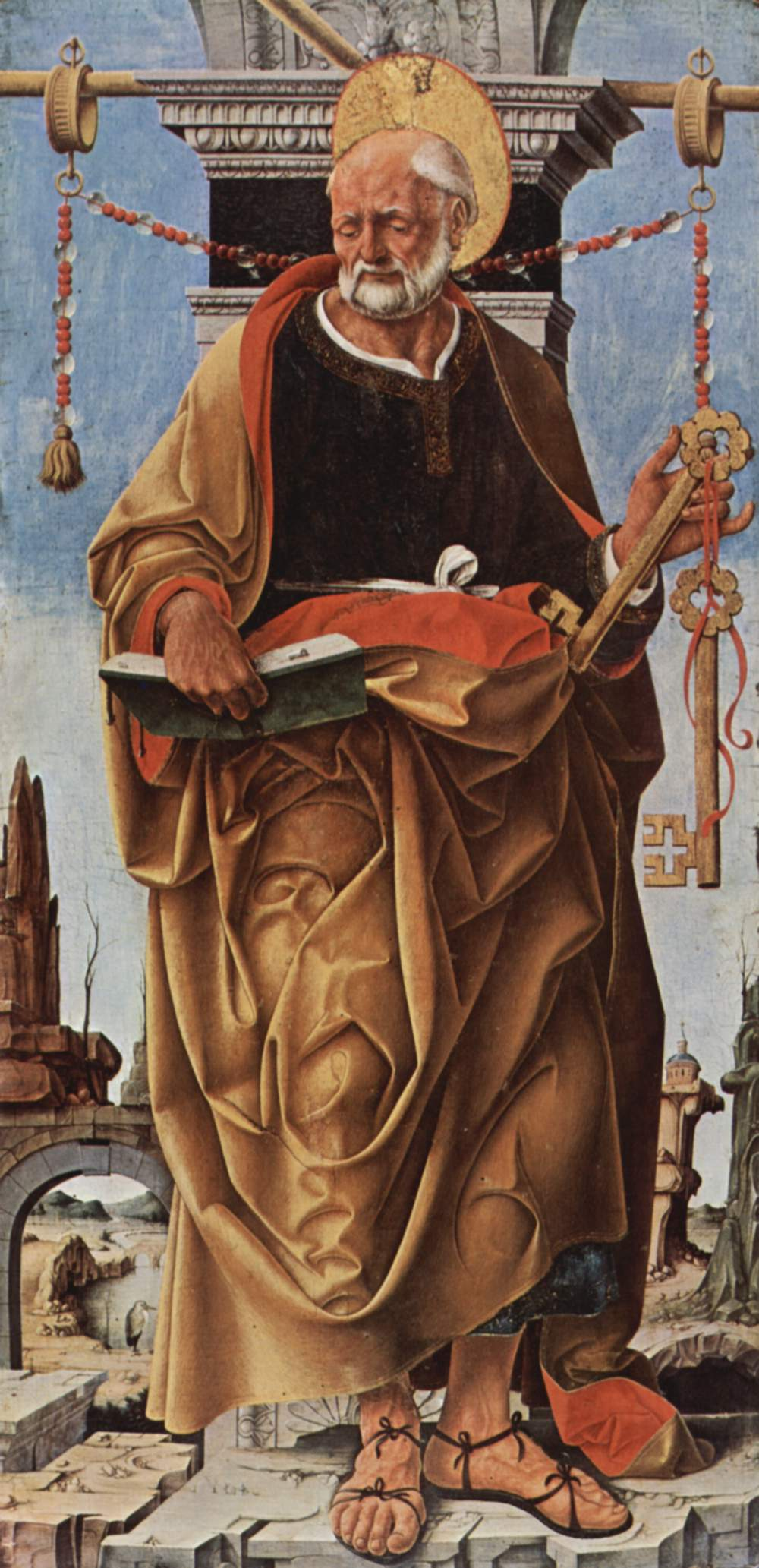
São Pedro, o primeiro Papa, com as chaves do céu.
Por Francesco del Cossa, atualmente na Pinacoteca di Brera.

O Papado no Cristianismo primitivo foi um período da história papal entre 30 d.C., em que segundo a doutrina católica, São Pedro assumiu efetivamente seu papel pastoral como Cabeça Visível da Igreja, até o pontificado de São Melquíades em 313, quando inicia-se a Paz na Igreja.
A vida e as ações de muitos papas primitivos permanece envolta em mistério, como São Lino, que teria sido o segundo papa, cuja vida é totalmente desconhecida e suas atitudes como Bispo de Roma, incertas. É notável a controvérsia entre os historiadores sobre o papel dos papas primitivos, enquanto alguns afirmam que eles não possuíam realmente direitos e privilégios primaciais, negando vários acontecimentos centrais da história papal, outros afirmam contrariamente, que o primado pontifício pode ser identificado nesses séculos. A visão mais aceita entre os historiadores, independente de orientação religiosa, é de que a Igreja Romana possuía uma proeminência nos litígios da Igreja universal nesse período, mais de que esse papel se modificou e se acentuou nos séculos seguintes.
Nesse período do cristianismo surgiram frequentemente novos cismas e heresias, ao qual os Bispos de Roma tentavam solucionar, embora fatores como a distância geográfica por vezes, limitavam sua autoridade. Além da Igreja Romana, as Igrejas de Alexandria e Antioquia também eram centros importantes para o cristianismo e seus bispos possuíam jurisdição sobre certos territórios. Muitos historiadores tem sugerido que seus poderes especiais provieram do fato de que as três comunidades foram chefiadas por São Pedro (Roma e Antioquia foram, segundo a Sagrada Escritura e Tradição fundadas por Pedro e Alexandria por seu discípulo São Marcos).
Os livros da vida dos santos de Roma afirmam que devido a perseguição do Império Romano foram mártires todos os Papas dessa época, embora exista incerteza sobre a morte de muitos Bispos de Roma, cujos relatos de martírio surgiram apenas muito tempo depois de sua morte, como uma lenda popular, como por exemplo, São Clemente I, que viveu no final do século I, mais a história de seu martírio remonta apenas ao século IV.
O fim do papado primitivo é colocado normalmente na Antiguidade tardia em 313, quando o imperador Constantino I publica o Édito de Milão em que concede liberdade para todas as religiões, iniciando-se a Paz na Igreja. Constantino passou a interferir em muitas questões eclesiásticas, originando o cesaropapismo, e uma relação de "difícil entrosamento entre Igreja e Estado". Isso provocou o começo do período de interação entre os papas e os imperadores romanos e bizantinos.

## Controvérsias sobre acontecimentos históricos

### Martírio de Pedro e Paulo em Roma

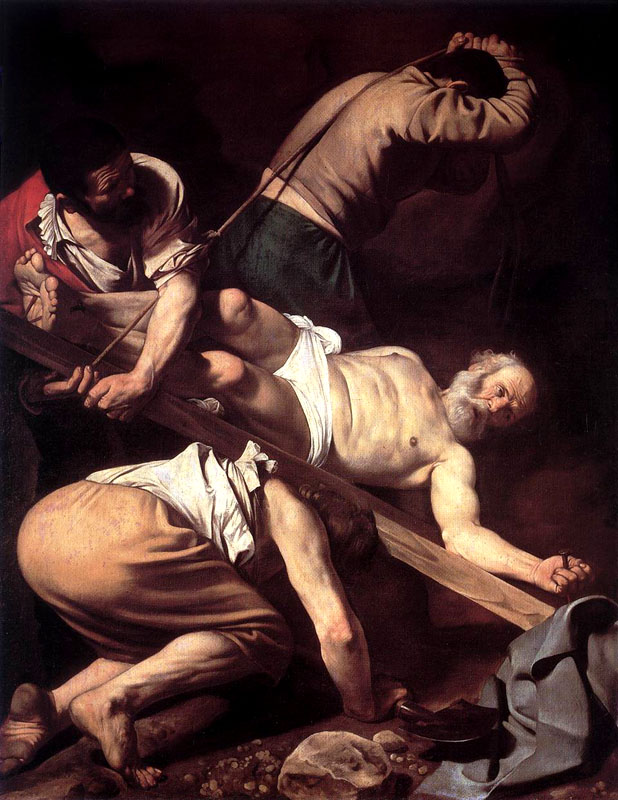
Crucificação de São Pedro (Santa Maria del Popolo, Roma, Caravaggio, 1600).

Alguns historiadores têm argumentado que Pedro nunca foi realmente a Roma, esta tese foi defendida mais proeminentemente por Ferdinand Christian Baur da Escola Tübingen. Outros, como Heinrich Dressel, em 1872, declararam que Pedro teria sido enterrado em Alexandria, no Egito ou em Antioquia. Argumentando que a noção de que Pedro fundou a igreja de Roma não pode ser rastreada antes do século III.
No entanto, Clemente de Roma escreveu em uma carta aos Coríntios, c. 96 sobre a perseguição dos cristãos em Roma, relatando aos coríntios que os apóstolos Pedro e Paulo foram martirizados na capital imperial.[nota a] Santo Inácio de Antioquia escreveu logo após Clemente da cidade de Esmirna e em sua carta para os romanos, relata que eles deviam chefiá-la como Pedro e Paulo fizeram. Entre os anos 166 e 176, o bispo de Corinto, Dionísio, relatou claramente que Paulo e Pedro pregaram o Evangelho em Roma. Posteriormente os escritos de Irineu de Lyon, escritos em torno de 180 d.C. indicam uma forte crença de que Pedro "fundou e organizou" a Igreja em Roma. Tendo em conta esta e outras provas, muitos estudiosos concluem que Pedro foi de fato martirizado em Roma durante o reinado de Nero. O historiador luterano Adolf Harnack afirmou, que as teses anteriores majoritariamente protestantes eram tendenciosas e que prejudicaram o estudo sobre a vida de São Pedro em Roma.

### Organização episcopal de Roma
Inicialmente os termos “presbíteros e bispos” eram utilizados para as mesmas pessoas, que agiam como líderes da igreja local, sendo submetidos a um apóstolo. Assim muitos historiadores argumentam que no final do século I, e até a metade do século II, a Igreja Romana não possuía uma organização monoepiscopal (um só Bispo como chefe da igreja local), mais possuía uma forma colegiada de liderança pastoral, assim os homens que constam como sucessores imediatos de Pedro, possivelmente, eram indivíduos proeminentes na comunidade romana, mas não bispos únicos, e que, portanto originalmente o ministério papal não existia.
No entanto, outros estudiosos e historiadores discordam, argumentando que os apóstolos designaram seus sucessores na liderança das igrejas locais, ao qual originalmente também eram considerados "apóstolos", citando por exemplo, o encargo pastoral de Paulo de Tarso à Tito e Timóteo nos Atos dos Apóstolos; mas no final do século I esse título foi reservado para os doze discípulos de Jesus, e o termo “bispo” foi aplicado para aqueles que anteriormente eram chamados de apóstolos, de fato, alguns anos depois, Clemente de Roma em c. 96, enquanto o Apóstolo João ainda estava vivo, afirma que os demais apóstolos deixaram "instruções no sentido de que, após a morte deles, outros homens comprovados lhes sucedessem em seu ministério". O argumento mais forte nesse sentido são os registros históricos de Santo Inácio, bispo de Antioquia, que conviveu com os Apóstolos João e Pedro, e que atestou a sucessão linear de Bispos desde a época dos apóstolos, logo após a morte dos mesmos, em sua própria igreja e em Esmirna. Logo em seguida, Irineu no século II destacou a validade de uma linha de bispos desde o tempo de São Pedro até seu contemporâneo, o Papa Vítor I, enumerando-os, o mesmo argumento é repetido por todos os principais teólogos e historiadores antigos, como Sexto Júlio Africano, Tertuliano, Eusébio e Jerônimo.

### Exercício da primazia papal
É notável a controvérsia entre os historiadores sobre a história papal desse período, sendo que seu estudo é prejudicado especialmente devido a historiadores tendenciosos; católicos, protestantes, ateus ou ortodoxos, que muitas vezes direcionam suas posições e opiniões históricas de acordo com suas próprias crenças religiosas ou filosóficas.
Alguns historiadores, especialmente protestantes, afirmam que no cristianismo primitivo as igrejas locais eram governadas de forma independente pelos seus próprios líderes, umas das outras, sendo que os papas não possuíam primazia sobre outras igrejas particulates e sobre a Igreja Universal, e "que o primado romano teve sua origem na ambição papal", e se desenvolveu somente no final do século IV e início do século V.
No entanto, vários fatos, tem sugerido a existência de uma união jurídica primitiva entre as igrejas locais, que atestavam uma posição destacada ao bispo romano. Isso pode ser observado no uso das "cartas e listas de comunhão", que remontam ao final do século II, inspiradas possivelmente na Epístola a Filémon de Paulo. Um fiel viajante, só era admitido na vida espiritual de outra igreja local, se possuísse uma carta escrita por seu bispo, provando que ele está em união com seu prelado, então em seguida ocorre a averiguação se esse bispo e a igreja que governa é ortodoxa, por meio de listas que várias igrejas possuem, e que são continuadamente atualizadas. "Os próprios heréticos e cismáticos procuram para si uma carta de comunhão de qualquer igreja, preferivelmente a de Roma, para serem aceitos nas outras igrejas, o estar em comunhão com uma dessas igrejas significa estar em comunhão com toda a Igreja Católica (...) De fato para averiguar se um bispo está em comunhão com a Igreja Católica, recorre-se a três critérios: antes de tudo a comunhão com o maior número de bispos; depois com as Igrejas principais e mais antigas; enfim com a Igreja de Roma. Este último critério é o decisivo, enquanto o bispo de Roma não deve demonstrar sua comunhão com a Igreja Católica, sendo ele o centro dessa comunhão. A lista dos bispos em comunhão, que se encontra junto na Igreja de Roma, dá a última garantia".
De fato os papas primitivos não afirmaram seu primado e jurisdição sobre a Igreja, embora em muitas ocasiões tenham interferido em comunidades locais, como Clemente I, ou tentado estabelecer uma doutrina vinculativa a Igreja Universal como Vítor I (sobre a controvérsia quartodecimana), e também outros bispos delineassem sobre os direitos papais, como Inácio de Antioquia no século II, que relata que a Igreja Romana exercia uma "presidência no amor" entre as igrejas cristãs, e Irineu, que na mesma época, enfatizou a posição única do papa. Historiadores católicos defendem que "A história dá testemunho completo que, desde os seus primeiros tempos a Sé Romana jamais reivindicou a chefia suprema, e que essa liderança foi livremente reconhecida pela Igreja Universal".
A visão predominante entre os historiadores, é de que a Igreja de Roma foi reconhecida nos três primeiros séculos do cristianismo como tendo uma proeminência em questões relacionadas aos assuntos da Igreja Universal. Porém esse papel se desenvolveu e se acentuou profundamente nos séculos seguintes, especialmente a partir do século V e após o XI.
Essa opinião também é partilhada por alguns estudiosos católicos, como os autores da prestigiada Catholic Encyclopedia, que afirma sobre o primado papal primitivo que "É claro que ele não foi exercido da mesma forma como em tempos posteriores. A Igreja estava ainda em sua infância, e seria irracional procurar um processo totalmente desenvolvido que regesse as relações do Sumo Pontífice com os bispos de outras sés. Para estabelecer um sistema deste tipo foi necessário a ação do tempo, e foi apenas gradualmente incorporado nos cânones. Além disso, haveria uma intervenção pouco frequente quando a tradição apostólica ainda estava fresca e vigorosa em cada parte da Cristandade. Daí as prerrogativas papais entraram em jogo, mas raramente".

## Meios de eleição papal

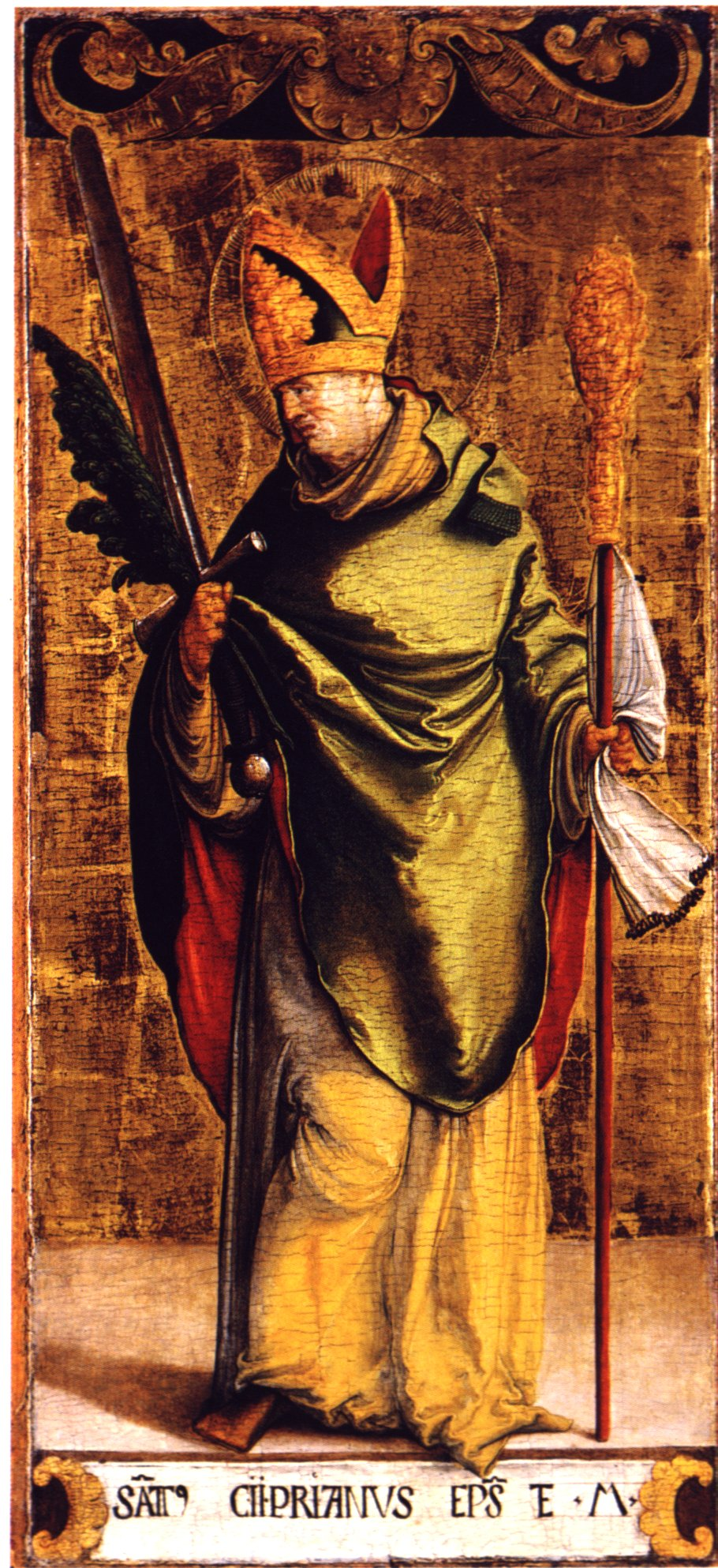
Cipriano de Cartago fornece a primeira prova escrita de uma eleição papal.

O primeiro registro dos métodos de uma eleição papal primitiva, datam somente de 236, sobre a escolha do Papa Fabiano, relatada por Eusébio de Cesareia: uma pomba pousou na cabeça de Fabiano e "então todo o povo, como se impelido por um espírito divino, com uma voz unida e ansiosa gritou que ele era merecedor, e logo o colocou no assento episcopal". Este episódio deixa claro que "a escolha do bispo era uma preocupação do público cristão, de toda a comunidade de Roma". No entanto uma evidência mais exata é disponibilizada durante cisma entre Novaciano e Cornélio, em que São Cipriano, bispo de Cartago escreveu que: "Além disso, Cornélio foi feito bispo pela escolha de Deus e de Cristo, pelo testemunho favorável da quase totalidade do clero, pelos votos dos leigos presentes, e pela assembléia dos bispos".

## Tumbas papais primitivas

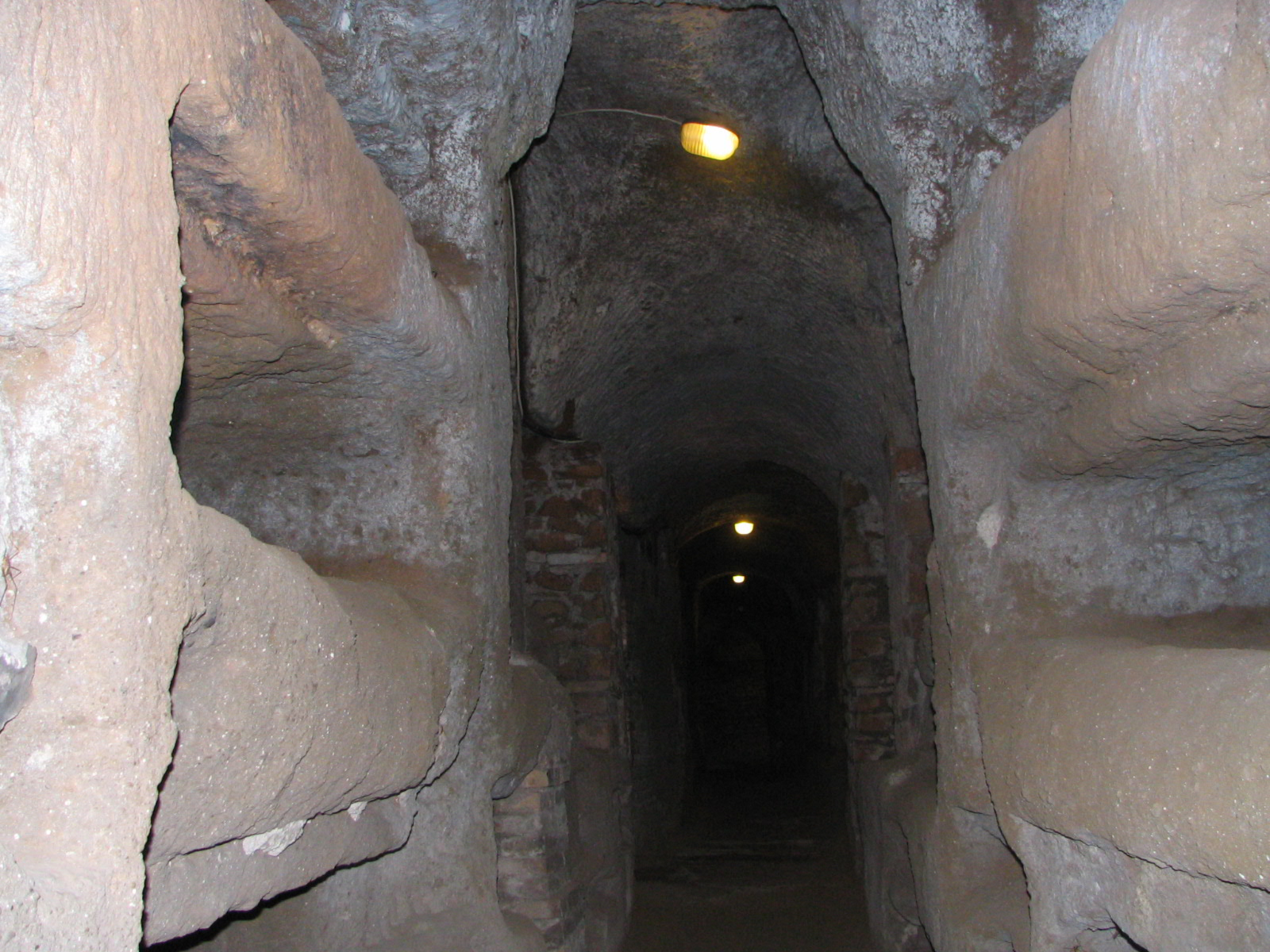
Nichos na Catacumba de São Calisto

A maioria dos papas primitivos do século II ao IV foram enterrados nas Catacumbas romanas de São Calisto, na Via Ápia, que teria sido fundada pelo futuro Papa Calisto I, enquanto ainda era um diácono de Roma, sob a direção do Papa Zeferino, ampliando o hipogeu preexistente. As inscrições de língua grega descobertas em um local da catacumba denominada Cripta dos Papas, indica ser a tumba dos papas, Aniceto, Sotero, Zeferino, Urbano I, Ponciano, Antero, Fabiano, Lúcio I, Sisto II, Alexandre I, Eutiquiano e Melquíades. Uma longa inscrição feita no período do Papa Sisto III (em torno de 440) fora da Cripta dos Papas, na região dos santos Caio e Eusébio, que conforme o próprio nome indica, pode ser o túmulo do Papa Caio e Eusébio; em outra região da catacumba, há um túmulo atribuído ao Papa Cornélio, que ostenta a inscrição "CORNELIVS MARTYR". A catacumba e Cripta foram abandonadas no século IX, sendo redescobertas somente em 1854 pelo arqueólogo italiano Giovanni Battista de Rossi.
Alguns papas foram sepultados em outras catacumbas romanas, como a Catacumba de Santa Priscila na Via Salária (Papa Marcelino e Marcelo I), e de Calepódio na Via Aurélia (Calisto I, que ironicamente não foi enterrado no cemitério que leva seu nome). O Papa Félix I segundo a lenda, foi enterrado na "Catacumba dos Dois Felixes", que nunca foi localizada.

## História
O primeiro documento fornecido por um papa, é de Clemente I no final do século I, em que escreveu uma epístola à igreja em Corinto, na Grécia, intervindo em uma disputa importante, e se desculpando por não ter tomado medidas anteriores. Clemente foi o primeiro Pai Apostólico da Igreja, fundando assim o período eclesiástico patrístico, que duraria até o século VIII. Alguns anos depois no princípio do século II, Santo Inácio elogia a pureza da fé de Roma. No século II os bispos romanos erigiram monumentos aos apóstolos Pedro e Paulo e davam esmolas às igrejas pobres. O Papa Pio I posteriormente condena e excomunga os hereges Valentim e Marcião que haviam visitado Roma para consultá-lo, iniciando a luta contra gnósticos e montanistas na Ásia Menor.
No final do mesmo século, os papas se envolvem na controvérsia quartodecimana, o bispo Policarpo de Esmirna, visitou o Papa Aniceto por volta de 155 d.C., e discutiram sobre a divergência de costumes, a reunião foi ineficaz e terminou pacificamente, a diferença na prática se tornou uma controvérsia eclesiástica quando o Papa Vítor I tentou declarar a prática de celebrar no Nisan 14 herética e excomungar todos que a seguiam, no entanto, a excomunhão dos asiáticos por Vítor foi aparentemente revogada e os dois lados se reconciliaram como resultado das intervenções de outros bispos.
No século III, os demais prelados comumente apelavam ao bispo de Roma para os problemas que eles não poderiam resolver. Entre 199 e 217 pontificou o Papa Zeferino, que foi incapaz de condenar as heresias de sua época, após sua morte Calisto I foi eleito papa, o clérigo romano Hipólito o julgava incompetente como seu antecessor, e provocou um cisma, e por mais de dez anos, Hipólito comandou  uma congregação separada, sendo por isso o primeiro antipapa. Em 222 a 230 imperador Alexandre Severo desconsiderou as leis de perseguições aos cristãos, nessa época pontificou o Papa Urbano I, que regulamentou o uso do dízimo para fins eclesiásticos.
Em 250 o Papa Fabiano envia missões para evangelizar a província da Gália, sendo martirizado quando o imperador Décio inicia uma nova perseguição, em que alguns cristãos apostataram para salvar suas vidas. No início de 251 a perseguição relaxou, e surgiram duas escolas de pensamento liderados por dois candidatos ao papado, um lado, defendido por Novaciano, acreditava que os apóstatas não poderiam ser perdoados, mesmo se eles se arrependessem. O lado oposto, defendido por Cornélio, professava que os pecadores seriam perdoados se mostrassem arrependimento. Tentando provocar uma crise na Igreja, Décio impediu a eleição de um novo papa, no entanto, logo depois ele foi forçado a deixar a área para combater os invasores Godos e enquanto ele estava ausente as eleições foram realizadas, e Cornélio foi eleito em março de 251. Pouco depois, Novaciano se proclamou antipapa, e conduziu um cisma. Cornélio convocou um sínodo em Cartago de 60 bispos que o reafirmou como o legítimo papa e excomungou Novaciano, bem como anamatizou o Novacianismo. O veredito do sínodo foi enviado aos bispos cristãos, e suas cartas proporcionam o tamanho da Igreja Romana no século III, estimando-se que havia, em torno de cinquenta mil cristãos em Roma.
Em 254 Estêvão se tornou Bispo de Roma, e rapidamente rivalizou com São Cipriano, bispo de Cartago, sobre a deposição e reposição de Marciano, bispo de Arles. Mais tarde sua rivalidade se renova quando iniciou-se a controvérsia sobre o uso do batismo; Estêvão defendia a tradição romana de que o batismo é eficaz mesmo se feito por apóstatas (os lapsi) ; enquanto Cipriano, defendia a crença africana e asiática de que o batismo ministrado por heréticos é inválido, sendo necessário o rebatismo. A questão somente não provocou um cisma porque Estêvão e Cipriano foram martirizados durante o conflito na perseguição de Diocleciano. O próximo papa, Sisto II, foi mais conciliador do que Estêvão e restaurou as relações e comunhão com estas Igrejas, embora, como seu antecessor, desaprovasse o rebatismo.

## Documentos apócrifos, especulações e lendas sobre os papas primitivos
Existem diversos documentos apócrifos que foram atribuídos aos papas primitivos, o mais famoso e notável são os "Decretos de Pseudo-Isidoro" ou "Falsas Decretais", uma coleção de sessenta cartas que continham leis canônicas compostas em meados do século IX por um autor que usa o pseudônimo de Isidoro Mercador, atribuído ao papas de S. Clemente (88-97) até Melquíades (311-314), e que foi considerada autêntica até o século XV.
Muitas outras lendas, mitos e contos também foram posteriormente desenvolvidos sobre a vida de muitos desses papas. O Liber Pontificalis, que relata a história dos bispos de Roma desde São Pedro, compilado no século V ou VI, também é extremamente inexato sobre o papado primitivo e acolheu muitos documentos inautênticos no seu conteúdo (veja Catálogo Liberiano).

## Representações nas artes e iconografia

A Âncora ou Cruz de São Clemente, iconografia do Papa Clemente I

Uma vez que todos os papas primitivos foram considerados santos pela Igreja, eles frequentemente são representados com uma iconografia própria, como São Clemente representado por ter uma âncora ao seu lado nas imagens, já que segundo a lenda, foi martirizado afogado com uma âncora amarrada no pescoço; ou São Cornélio, representado pelo corno (em referência a origem do seu nome em latim: "corno" ou "chifre").
É comum esses personagens serem anacronicamente retratados vestindo vestes papais, inclusive o pálio, e muitas vezes a tiara papal ou a mitra, ornamentos que passaram a ser utilizados muito tempo depois do papado primitivo.

## Papas desse período
Embora as características do papado primitivo se desenvolveram com o tempo, o período de 30-313, é uma aproximação grosseira utilizada por estudiosos como provável data para caracterizar este período. Houve 32 papas nessa época; a maioria dos pontificados é curto, uma vez que, devido as ocasionais perseguições romanas, muitos papas eram martirizados pouco tempo após eleitos.

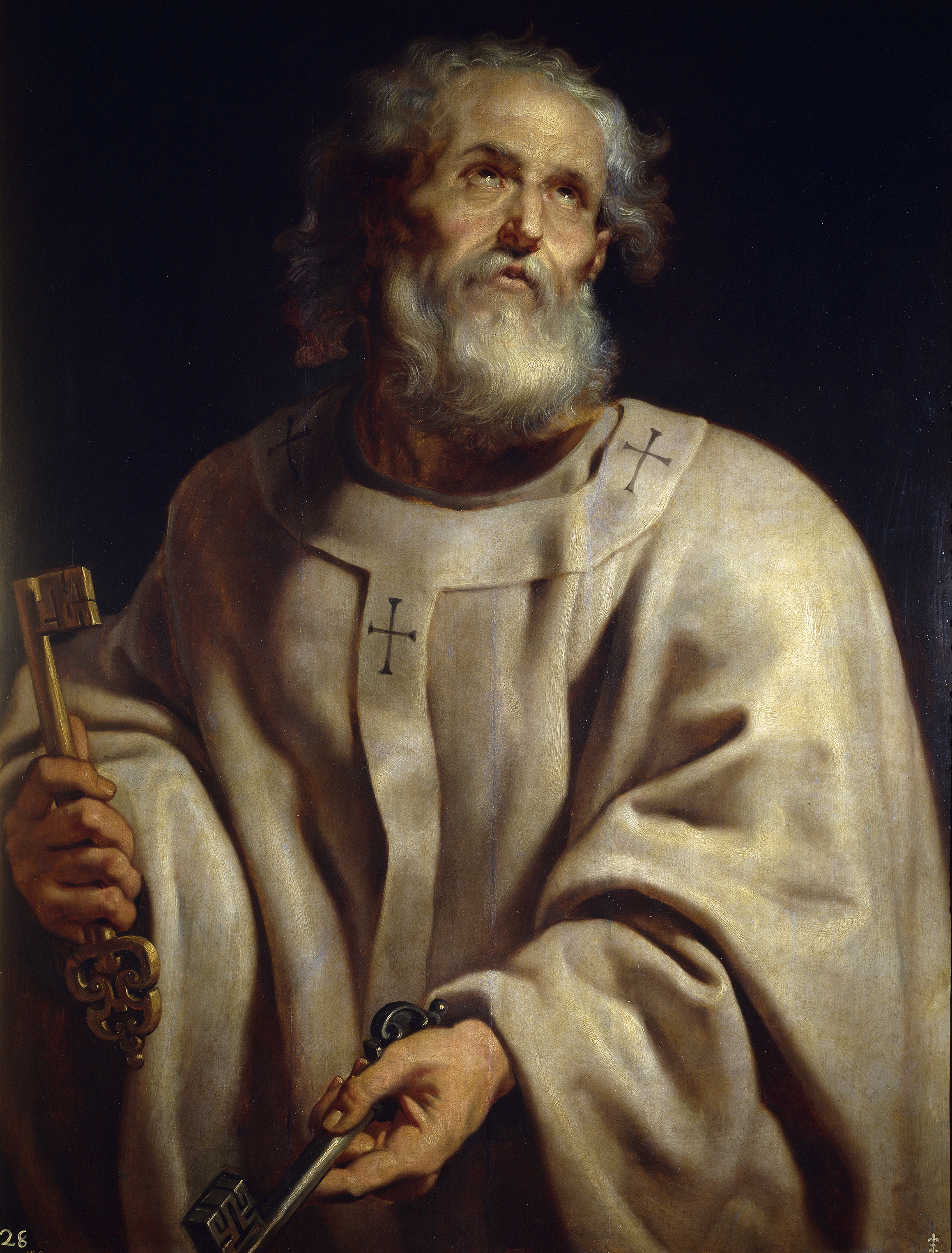
São Pedro (33-67)
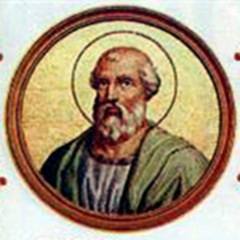
São Lino (67-79)
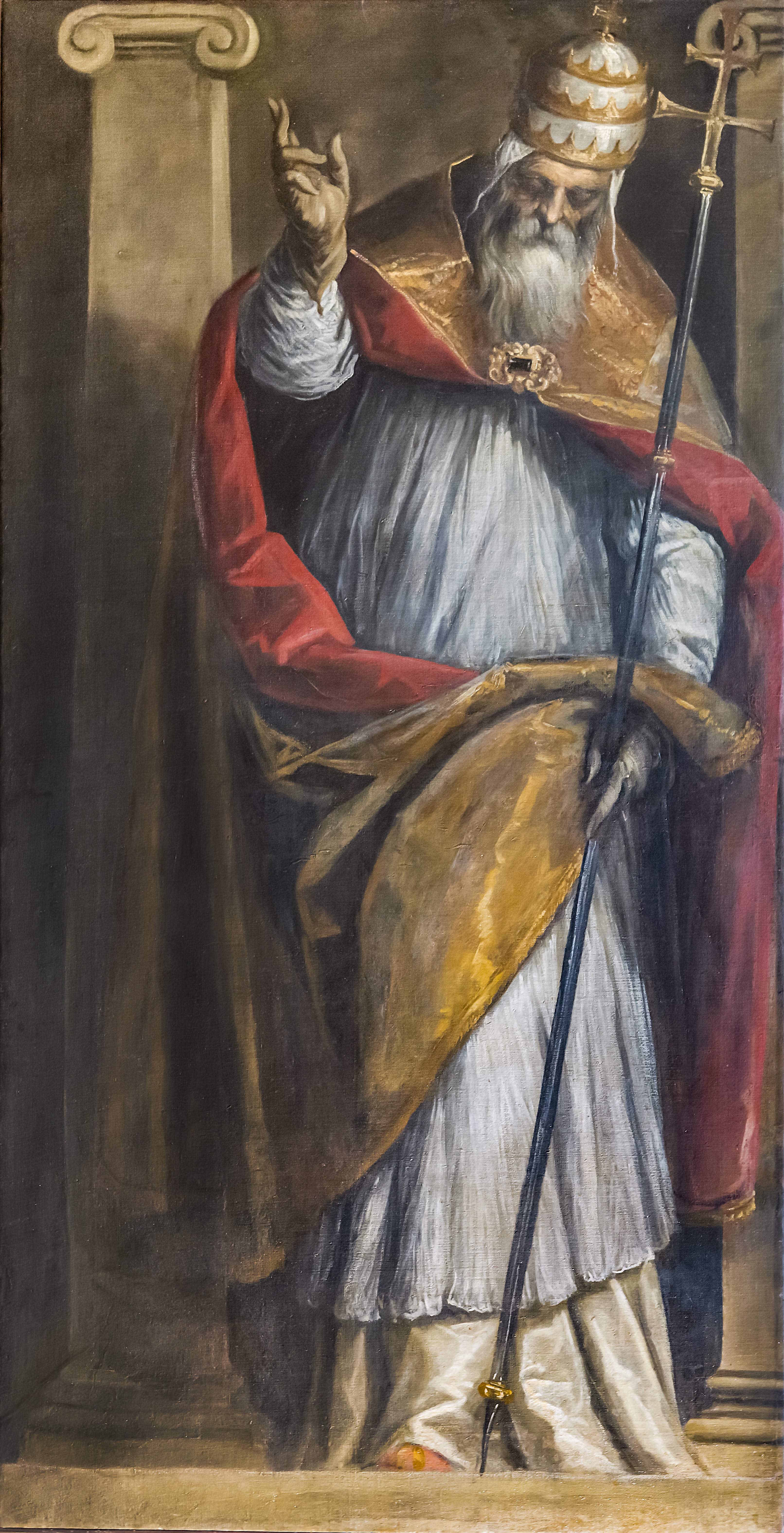
Santo Anacleto (79-88)
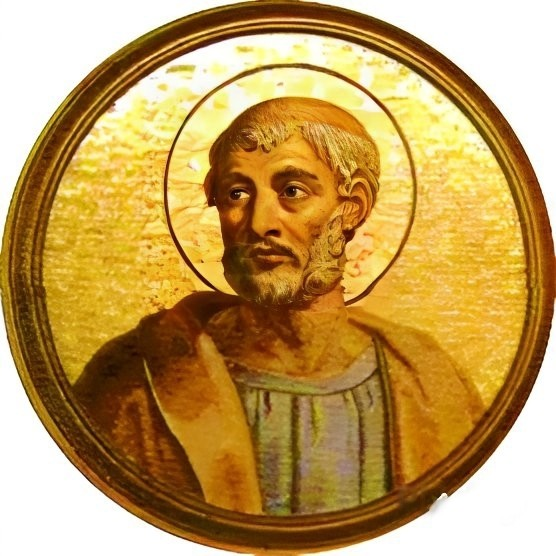
São Clemente I (88-97)
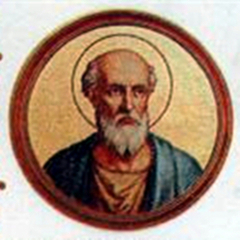
Santo Evaristo (97-105)
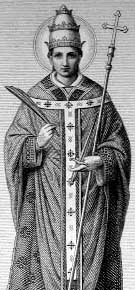
Santo Alexandre I (105-115)
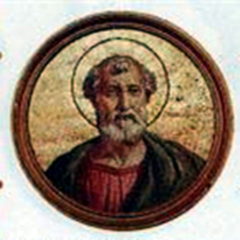
São Sisto I (115-125)
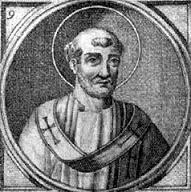
São Telésforo (125-136)
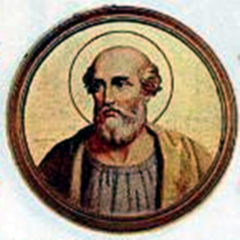
Santo Higino (136-140)
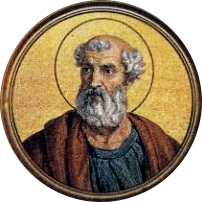
São Pio I (140-155)
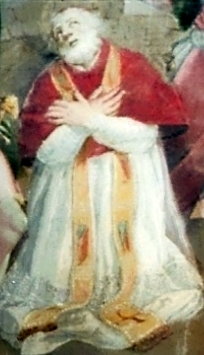
Santo Aniceto (155-166)
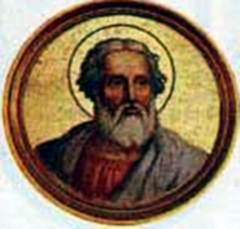
São Sotero (166-175)
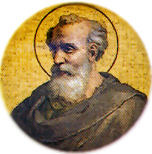
Santo Eleutério (175-189)
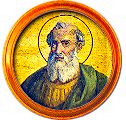
São Vítor I (189-199)
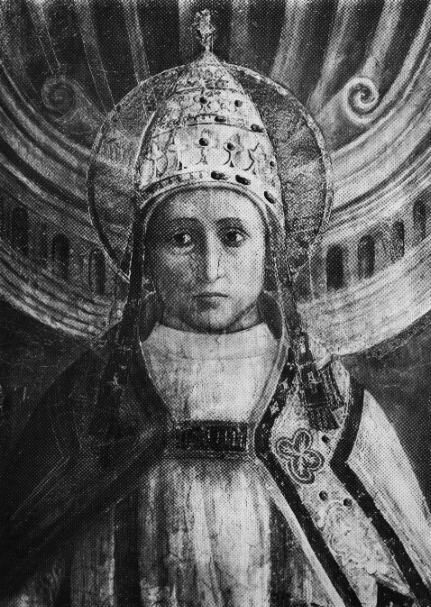
São Zeferino (199-217)
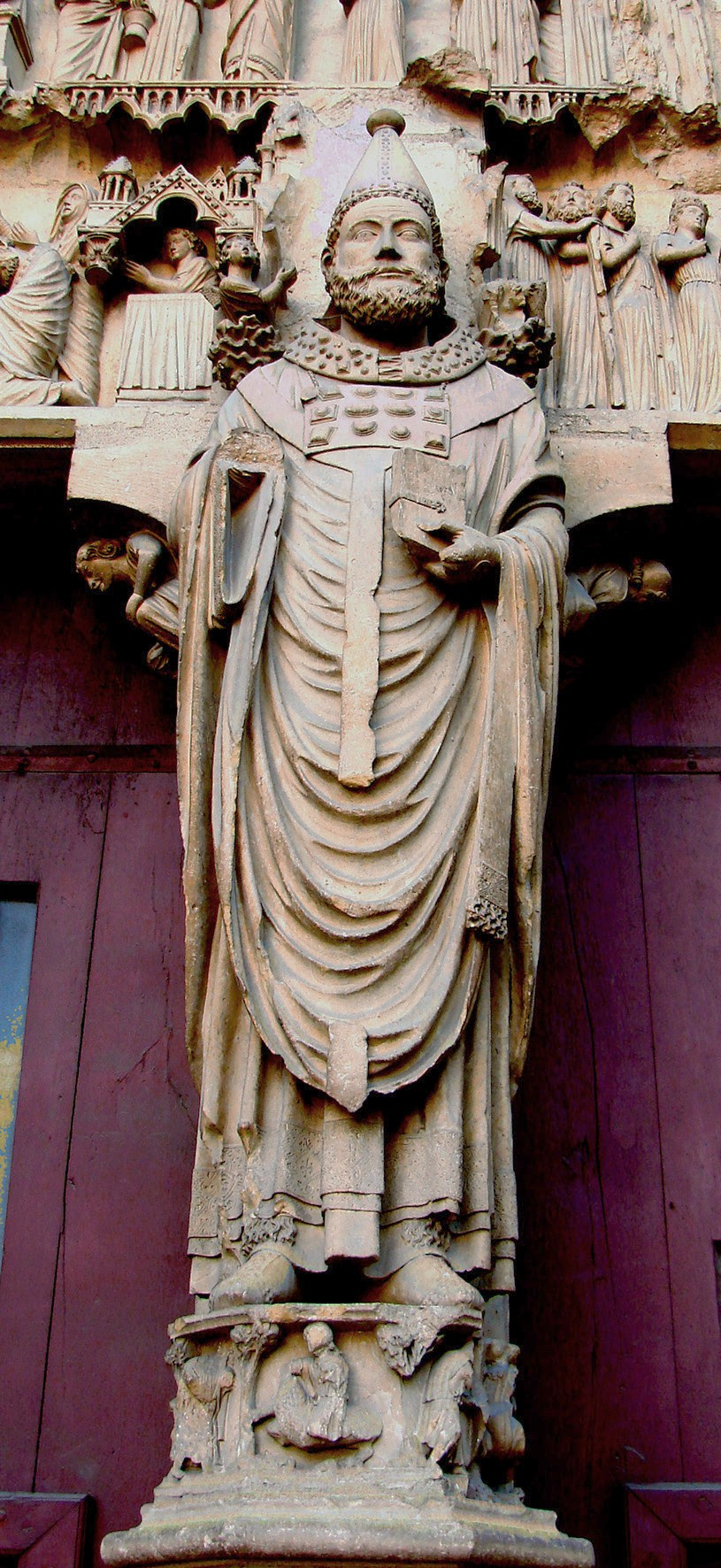
São Calisto I (217-222)
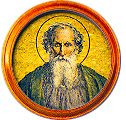
São Urbano I (222-230)
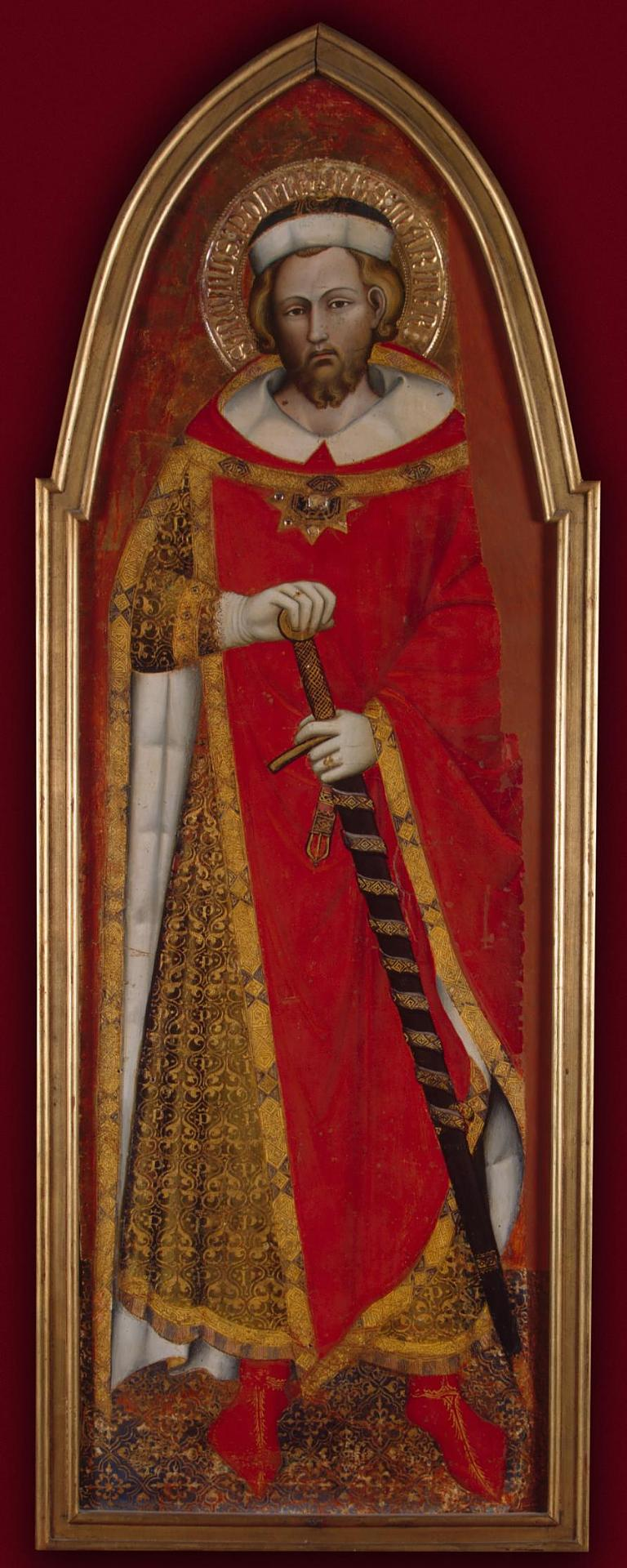
São Ponciano (230-235)
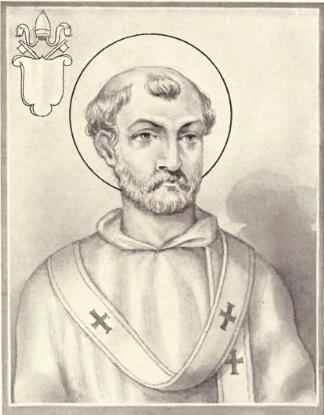
Santo Antero (235-236)
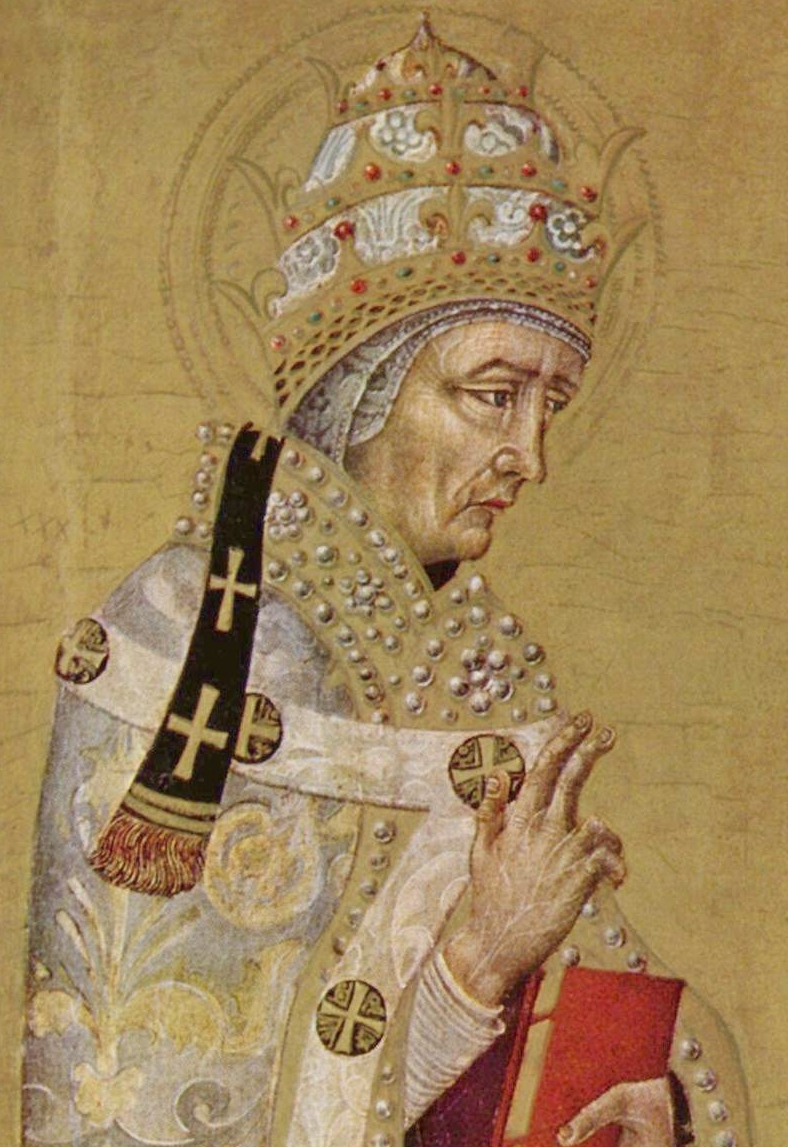
São Fabiano (236-250)
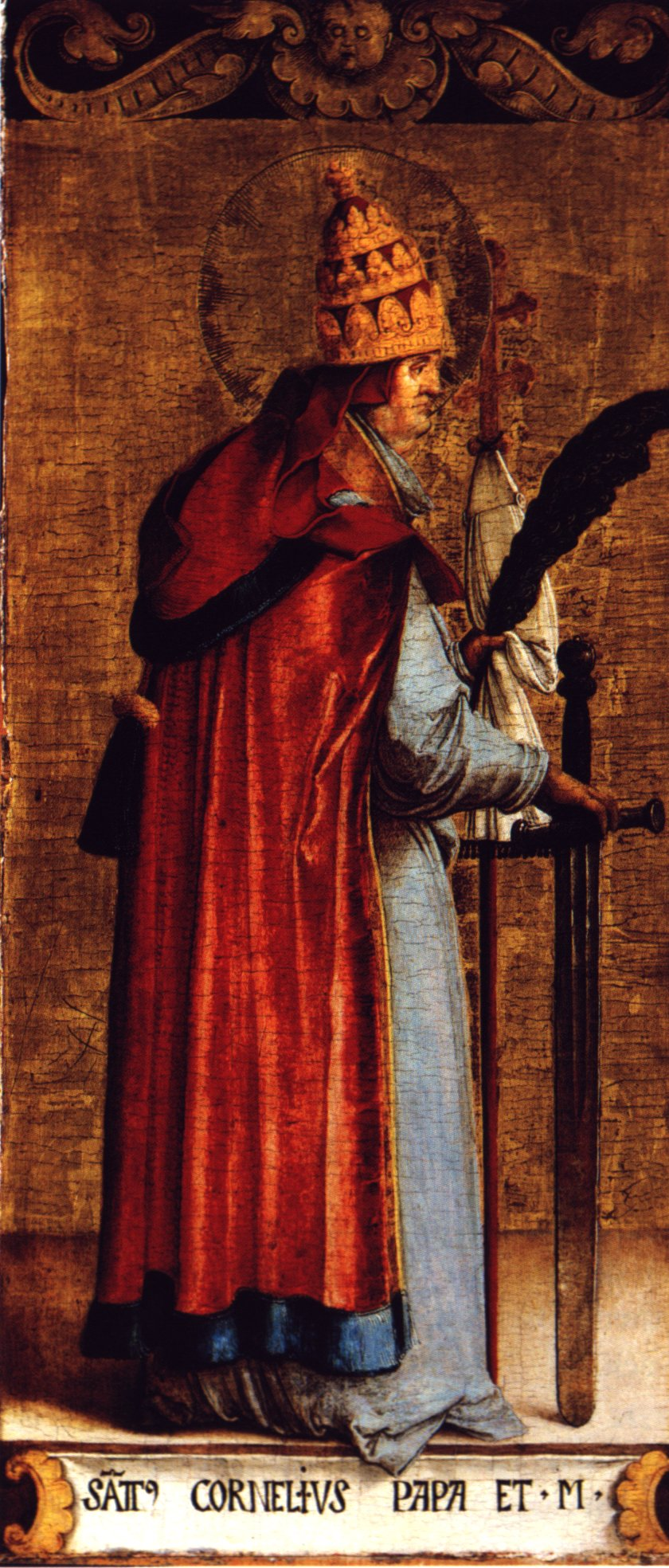
São Cornélio (251-253)
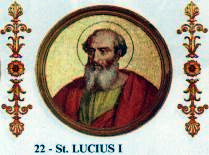
São Lúcio I (253-254)
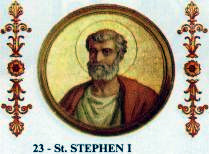
Santo Estevão I (254-257)
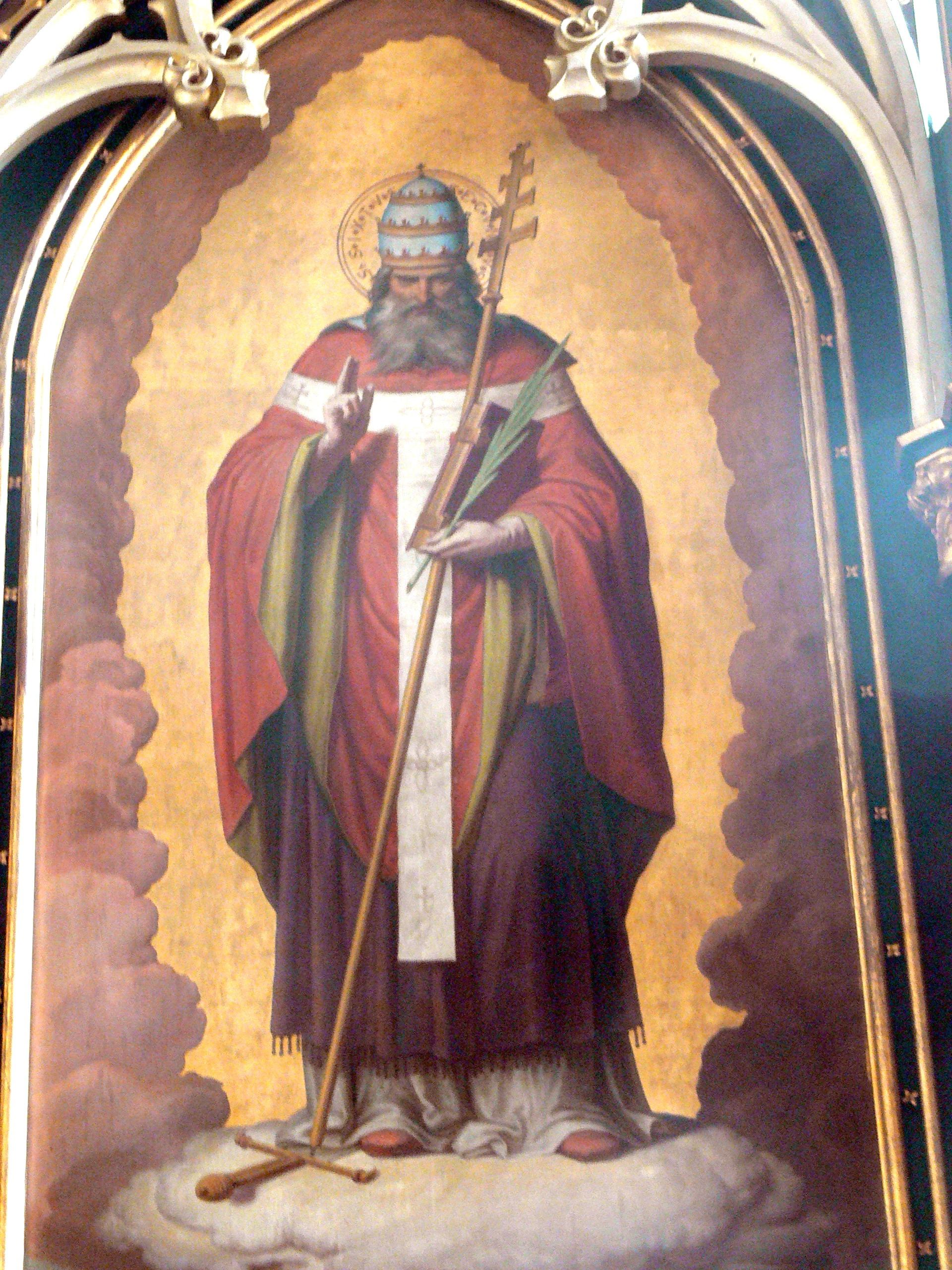
São Sisto II (257-258)
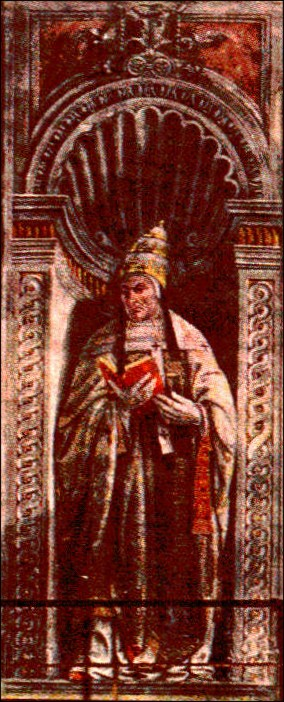
São Dionísio (260-268)
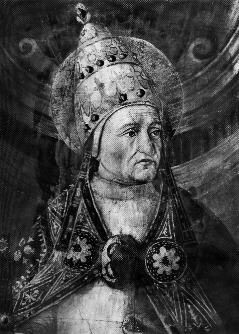
São Félix I (269-274)
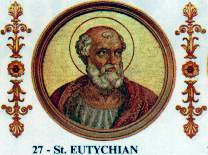
Santo Eutiquiano (275-283)
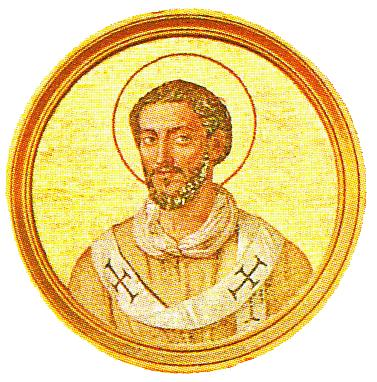
São Caio (283-296)
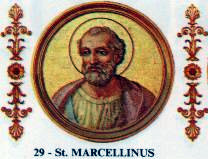
São Marcelino (296-304)
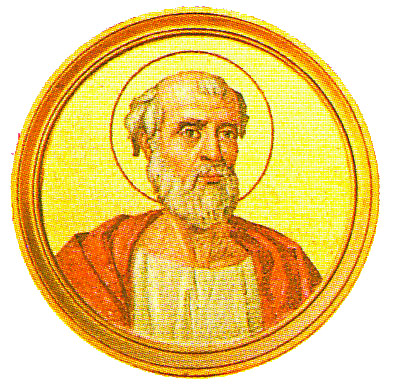
São Marcelo I (308-309)
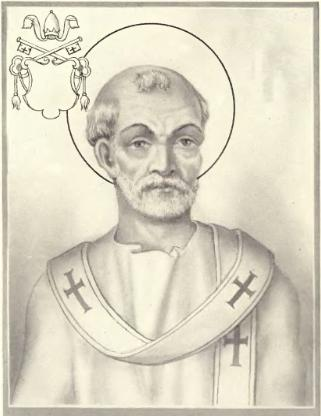
Santo Eusébio (309-310)
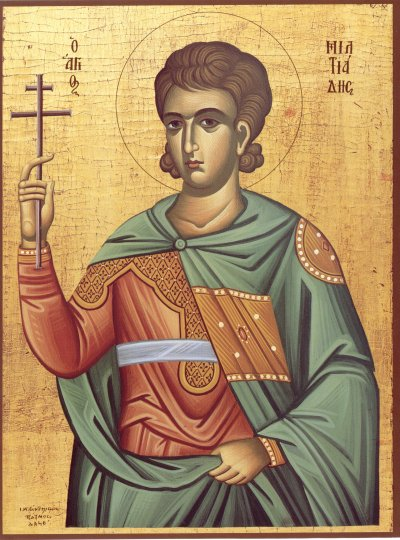
São Melquíades (311-314)